# Andrés Mayoral Alonso de Mella
Andrés Mayoral Alonso de Mella (Molacillos, março de 1685 - Valência, 6 de outubro de 1769), também conhecido como Arcebispo Mayoral.
Estudou na Universidade de Alcalá de Henares. Ao finalizar seus estudos, ocupou a canonia magistral de Leão. Foi cânone em Sevilha e bispo de Ceuta de 1731 a 1737. Em Ceuta, promoveu a construção do sagrário da catedral.
Em 1737, Filipe V lhe propôs ser arcebispo do Arcebispado de Valência, sendo ratificado pelo papa Clemente XII em 25 de janeiro daquele ano. Tomou posse em 31 de março de 1738, mediante procuração, e em 8 de setembro,  fez sua entrada na sede.
Em Valência, se dedicou a contrariar a influência dos enciclopedistas franceses e suas ideias racionalistas, para o qual criou escolas (como a Casa de Santa Rosa de Lima, o Seminário Andresiano e outros colégios em Valência). Fundou assim mesmo uma biblioteca pública no palácio arcebispal, com mais de 12.000 volumes. Em 1761, criou o Museu Diocesano.
Preocupou-se em sanear a administração arcebispal, levando uma esmerada contabilidade dos bens da catedral. Cortou os abusos nos cultos e sacramentos: em 1763 proibiu as procissões disciplinantes.
Foi benfeitor do Hospital Geral do Colégio Imperial de Órfãos de São Vicente e da Casa de Misericórdia.
Em 1762, determinou que os livros das paróquias seriam escritos em espanhol, não mais em latim.